# Liste des évêques et archevêques de Dijon
Pour un article plus général, voir Archidiocèse de Dijon.
Liste des abbés, évêques et archevêques de Dijon
(Archidioecesis Divionensis)
L'abbatiat de Dijon a été créé en 801
Il a été élevé au rang d'évêché le 9 avril 1731.
Il a été élevé au rang d'archevêché le 8 décembre 2002.

## Abbés
- Betton Ier (801)
- Agenus (815)
- Baldon (820)
- Helgaud (881-882)
- Betton II (882)
- Elie (895)
- Garnier Ier (901)
- Rathier (902-vers 954)
- Theudon (vers 959-vers 1005)
- Beraud (1019)
- Garnier II de Mailly (1032-1050 ou 1051)
- Garnier III le Riche (vers 1059-vers 1080)
- Garnier IV de Blaisy (vers 1081-vers 1113)
- Arnoul (vers 1113-1117)
- Walon (1120-vers 1124)
- Herbert ou Humbert (1125-1157)
- Gilbert Ier de Grancey (1158-1162)
- Hervé de Fauverney (1165-vers 1177)
- Milon de Grancey (1178-1198)
- Étienne Ier de Vergy (1200)
- Pierre Barbotte (vers 1203-1240)
- Étienne II Michotte (1241-1243)
- Gilbert II (1243-1246)
- Amedée (1247-1275)
- Gérard Ier (1276-1288)
- Hugues d´Acy (1289-1317)
- Ponce de Courbeton (1317-1341)
- Renaud de Vauxbusin (1342-1353)
- Gérard II de Tivez (13 janvier 1353-2 mai 1353)
- Jean Ier de Vaux (1353-1354)
- Gerard III (vers 1360)
- Jean II de Champrobert (1361-5 août 1361)
- Thibaud Ier de Nant (1361-1363)
- Jean III de Marigny (1363-1387)
- Robert de Baubigny (1388-1409)
- Jean IV Suard (1409-1430)
- Alexander de Pontailler (1430-1453)
- Thibaud II Viard (1454-1477)
- Richard Chambellan (1477-1495)
- Jacques Ier Langley (1495-1496)
- Antoine Chambellan (1497-1509)
- Claude Ier de Husson (1510-1511)
- Francois Ier Sforza (Août-Décembre 1511)
- Jacques II Hurault de Cheverny (1512-1513)
- Étienne III Faulquier (Janvier-Février 1513)
- René Ier de Bresche (1515-1520)
- cardinal Claude II Chaussin de Longwy (1530-1561)
- cardinal Charles Ier de Bourbon (1561-1571)
- Jacques III du Tillet (1572-1592)
- André Ier Fremyot (1601-1641)
- Jacques IV de Neuchèze (1641-1658)
- Guillaume Ier de Malartic (1659-1662)
- Claude III Fyot (1662-1721)
- François-Louis de Clermont-Tonnerre (1721-1724)
- Jean V Bouhier de Lantenay (1725-1731)

## Évêques

Ornements communs des évêques

### XVIIIesiècle
| Portrait | Armoiries | Épiscopat   | Titulaire                        | Notes                                                                |
| -------- | --------- | ----------- | -------------------------------- | -------------------------------------------------------------------- |
|          |           | 1731 à 1743 | Jean Bouhier de Lantenay         | aussi Jacobus ou Jean V                                              |
|          |           | 1743 à 1755 | Claude Bouhier de Lantenay       | aussi Claudius ou Claude IV                                          |
|          |           | 1755 à 1776 | Claude Marc-Antoine d'Apchon     | aussi Claudius Marcus-Antonius ou Claude V                           |
|          |           | 1776 à 1787 | Jacques-Joseph-François de Vogüé | aussi Jacobus Josephus Franciscus ou Jacques V                       |
|          |           | 1787 à 1790 | René des Monstiers de Mérinville | aussi Renatus ou René II, évêque titulaire jusqu'au 2 décembre 1801. |
|          |           | 1791 à 1801 | Jean-Baptiste Volfius            | évêque constitutionnel de la Côte-d'Or.                              |

### XIXesiècle
| Portrait | Armoiries | Épiscopat   | Titulaire                         | Notes |
| -------- | --------- | ----------- | --------------------------------- | ----- |
|          |           | 1802 à 1820 | Henri Reymond                     |       |
|          |           | 1820 à 1822 | Jean-Baptiste Dubois              |       |
|          |           | 1822 à 1829 | Jean-François Martin de Boisville |       |
|          |           | 1829 à 1830 | Jacques Raillon                   |       |
|          |           | 1831 à 1838 | Claude Rey                        |       |
|          |           | 1838 à 1884 | François Victor Rivet             |       |
|          |           | 1885 à 1885 | Jean-Pierre Castillon             |       |
|          |           | 1886 à 1890 | Victor Lecot                      |       |
|          |           | 1890 à 1898 | Fédéric-Henri Oury                |       |

### XXesiècle
| Portrait | Armoiries | Épiscopat   | Titulaire                                | Notes                                            |
| -------- | --------- | ----------- | ---------------------------------------- | ------------------------------------------------ |
|          |           | 1898 à 1904 | Albert Léon Marie Le Nordez              |                                                  |
|          |           | 1906 à 1911 | Pierre Dadolle                           |                                                  |
|          |           | 1911 à 1915 | Jacques Louis Monestès                   |                                                  |
|          |           | 1915 à 1915 | Adrien Ernest Marie Costa de Beauregard  |                                                  |
|          |           | 1915 à 1926 | Maurice Landrieux                        |                                                  |
|          |           | 1927 à 1937 | Pierre André Charles Petit de Julleville | futur cardinal.                                  |
|          |           | 1937 à 1964 | Guillaume Marius Sembel                  |                                                  |
|          |           | 1964 à 1974 | André Jean-Marie Charles de La Brousse   |                                                  |
|          |           | 1974 à 1981 | Albert Florent Augustin Decourtray       | futur cardinal.                                  |
|          |           | 1982 à 1988 | Jean-Marie Julien Balland                | futur cardinal.                                  |
|          |           | 1989 à 2002 | Michel Louis Coloni                      | devenu premier archevêque métropolitain de Dijon |

## Archevêques métropolitains

Ornements communs des archevêques métropolitains

| Portrait | Armoiries                 | Épiscopat   | Titulaire           | Notes |
| -------- | ------------------------- | ----------- | ------------------- | ----- |
|          |                           | 2002 à 2004 | Michel Louis Coloni |       |
|          |                           | 2004 à 2022 | Roland Minnerath    |       |
|          | Armoiries de Mgr Hérouard | Depuis 2022 | Antoine Hérouard    |       |